# 7 (album av S Club 7)
7 är ett studioalbum av S Club 7 från 2000.

## Låtlista

### Storbritannien/Europa
1. "Reach" – 4:04 (C. Dennis/A. Todd)
2. "Natural" – 3:22 (N. Ray/J.Fredenucci/C.Dennis/A.Todd)
3. "I'll Keep Waiting" – 3:38 (C. Dennis/S. Ellis)
4. "Bring the House Down" – 3:02 (A.Watkins/P.Wilson/T.Ackerman)
5. "Best Friend" – 3:59 (T.Laws/S.Emanuel/B.McIntosh/R.Morgan)
6. "All in Love Is Fair" – 4:16 (C.Dennis/S.Ellis)
7. "Love Train" – 3:41 (C. Dennis/A. Todd)
8. "Cross My Heart" – 3:33 (A.Watkins/P.Wilson/T.Ackerman)
9. "The Colour of Blue" – 3:14 (L.Aass/B.Lødemel)
10. "I'll Be There" – 3:23 (C.Dennis/D.Poku)
11. "Stand by You" – 3:04 (H. Lagerfeldt / Remee)
12. "Spiritual Love" – 3:52 (P. Akinrinlola)

### Storbritannien/Europa, återutgåva
1. "Reach" – 4:04 (C. Dennis/A. Todd)
2. "Natural" (singelversion) – 3:14 (N. Ray/J.Fredenucci/C.Dennis/A.Todd)
3. "I'll Keep Waiting" – 3:38 (C. Dennis/S. Ellis)
4. "Bring the House Down" – 3:02 (A.Watkins/P.Wilson/T.Ackerman)
5. "Best Friend" – 3:59 (T.Laws/S.Emanuel/B.McIntosh/R.Morgan)
6. "All in Love Is Fair" – 4:16 (C.Dennis/S.Ellis)
7. "Love Train" – 3:41 (C. Dennis/A. Todd)
8. "Cross My Heart" – 3:33 (A.Watkins/P.Wilson/T.Ackerman)
9. "The Colour of Blue" – 3:14 (L.Aass/B.Lødemel)
10. "I'll Be There" – 3:23 (C.Dennis/D.Poku)
11. "Stand by You" – 3:04 (H. Lagerfeldt / Remee)
12. "Spiritual Love" – 3:52 (P. Akinrinlola)
13. "Lately" – 4:33 (S. Wonder)
14. "Never Had a Dream Come True" – 4:02 (C.Dennis/S. Ellis)

Bonusspår:
1. "Reach" musikvideo
2. "Natural" musikvideo
3. Lyrics + screensaver

### USA/Latinamerika
1. "Reach" – 4:04
2. "Natural" – 3:22
3. "I'll Keep Waiting" – 3:38
4. "Bring the House Down" – 3:02
5. "Best Friend" – 3:59
6. "All in Love Is Fair" – 4:16
7. "Love Train" – 3:41
8. "Cross My Heart" – 3:33
9. "The Colour of Blue" – 3:14
10. "I'll Be There" – 3:23
11. "Two in a Million" (Boyfriends & Birthdays version) – 3:31

### USA/Latinamerika, återutgåva
1. "Reach" – 4:04
2. "Natural" (singelversion) – 3:14
3. "I'll Keep Waiting" – 3:38
4. "Bring the House Down" – 3:02
5. "Best Friend" – 3:59
6. "All in Love Is Fair" – 4:16
7. "Love Train" – 3:41
8. "Cross My Heart" – 3:33
9. "The Colour of Blue" – 3:14
10. "I'll Be There" – 3:23
11. "Two in a Million" (Boyfriends & Birthdays version) – 3:31
12. "Lately" – 4:32
13. "Never Had a Dream Come True" – 4:00

(Även om "Stand by You" aldrig släpptes i Nordamerika, nämner Tina Barretts "Thank You's" dock den som spår på denna version.)

## Listplaceringar
| Lista (2000)                   | Topplacering |
| ------------------------------ | ------------ |
| Nyzeeländska albumlistan       | 15           |
| Brittiska albumlistan          | 1            |
| USA:s Billboard 200-albumlista | 69           |